# Suguty
Suguty (in russo: Сугуты; in ciuvascio: Сăкăт, Săkăt) è una località rurale (un selo) del distretto di Batyrevo della Repubblica autonoma della Ciuvascia, in Russia.
La maggioranza della popolazione di villaggio di 2.000 persone è ciuvascia. Le strutture del villaggio includono un centro di cultura, un teatro, una biblioteca, una cattedrale, un istituto superiore, una clinica medica e svariati negozi.
Il fiume Šihirdanka scorre vicino a Suguty.
Il villaggio fu menzionato già nel 1556.